# Motor tragallamas
Un motor tragallamas o motor de vacío' es un motor térmico que funciona mediante el vacío provocado por un gas muy caliente al enfriarse.
La variable más común es el llamado  Motor Stirling que se desarrolló en 1816 por Robert Stirling el cual puso un quemador para el calentamiento del aire en el interior del cilindro el cual era activado por medio del giro de un volante de inercia.
Los motores pueden construirse con varios cilindros pudiendo usarse de forma estacionaria o móvil.

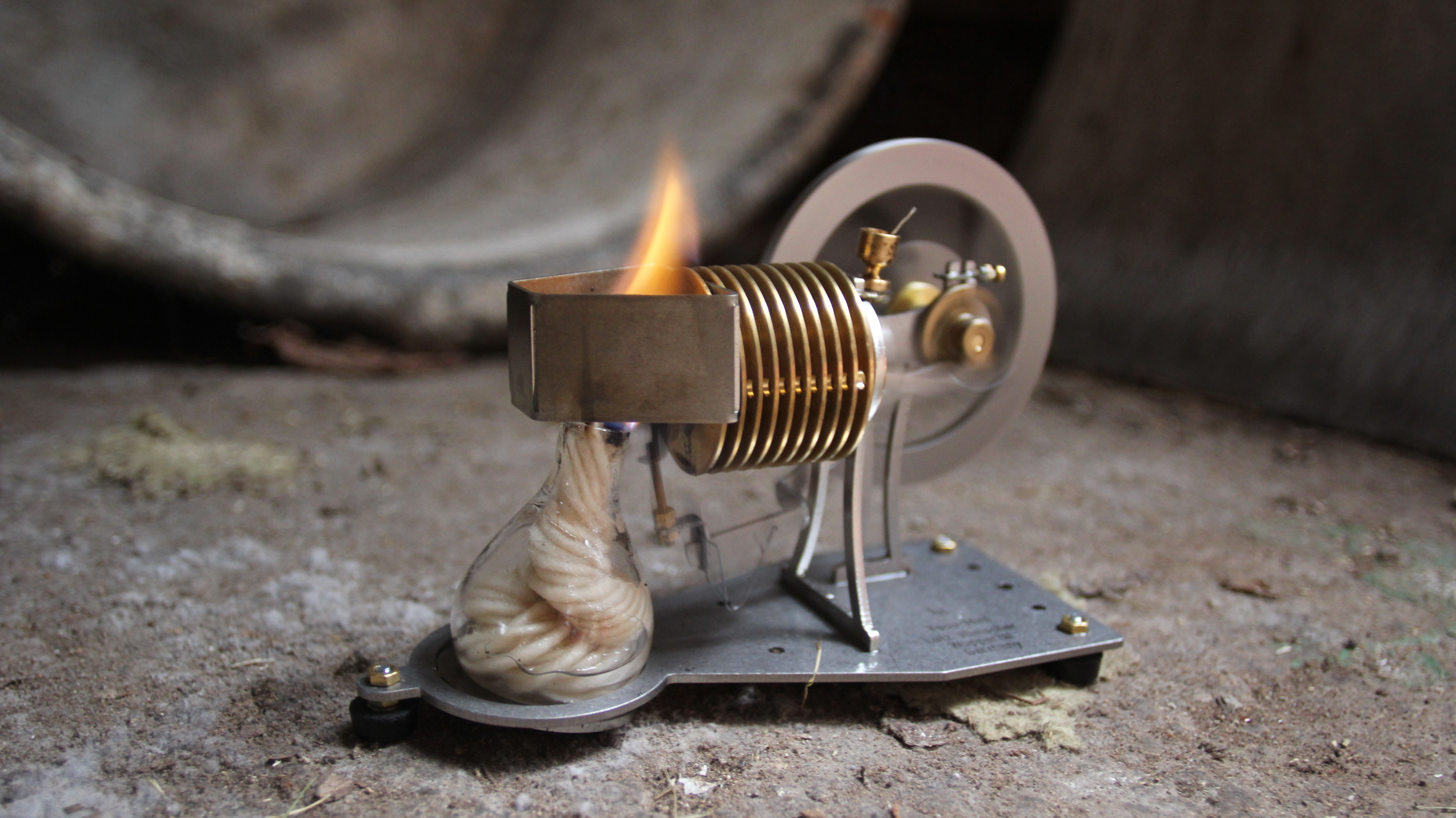
Motor tragallamas simple

## Historia
El uso del aire caliente para producir movimiento se remonta al antiguo Egipto donde se usaba para abrir puertas de templos. Leonardo da Vinci, entre otros, estudiaron este tipo de motores.
En 1758 Henry Wood patenta un motor tragallamas. En 1816 Robert Stirling desarrolla y pide patente para un motor con una base de funcionamiento similar que denomina "motor Stirling". Esta máquina presto servicio como bomba de achique de agua en una cantera. El sueco John Ericsson  desarrollo diferentes máquinas asociadas a este tipo de motores, entre ellas, en 1850, un motor de aire caliente con energía solar. 
A comienzos del siglo XX había en funcionamiento más de  250.000 motores Stirling  que realizaban diferentes tareas como mover máquinas de coser, bombas de agua, ventiladores, refrigeradores, industria del juguete, etc. El desarrollo de los motores eléctricos y de combustión interna desplazaron a los motores tragalllamas del mercado, aunque se mantuvieron para uso militar, en Suecia se usaron en pequeños submarinos y en EE. UU. en generadores.
Entre 1937 y 1978 Philips investiga sobre el desarrollo de este tipo de máquinas. En 1990 se instalan motores de aire caliente por energía solar para producir electricidad en algunos países. Se investiga el uso de motores de este tipo con energía solar para diferentes ámbitos, incluido el biomédico.

## Características

Ilustración conceptual de un motor tragallamas.

Los motores tragallamas tienen las siguientes características:
- Funcionan sin desequilibrio.
- Son más seguros que los motores de combustión interna.
- Puede ser reducidos.
- Tiene un bajo desgaste y fricción, siendo resistentes y robustos.
- Son más silenciosos que los de combustión interna.
- Tiene un buen rendimiento.
- Tienen una baja emisión de calor
- Son fáciles para reparar.[1]

## Funcionamiento
Un motor tragallamas simple consta de un pistón y una válvula. Funciona con una llama de un mechero (de gas, alcohol, ...). El motor empieza el ciclo con la válvula abierta y el pistón empezando la carrera de bajada. Como tiene la llama pegada a la válvula, se traga la llama. Cuando llega abajo la válvula se cierra y el gas se enfría dentro del motor y el vacío hace ascender el pistón. La válvula se vuelve a abrir, se traga la llama y se repite el ciclo.
La llama calienta el aire encerrado en el cilindro que empuja el pistón hacia atrás cerrando la válvula, que suele estar conectada al volante de inercia. El aire se enfría y el pistón, gracias a la presión atmosférica, retorna a su posición original, abriendo la válvula y dando comienzo de nuevo al ciclo. El volante de inercia ayuda a superar los dos puntos muertos que se producen.
El motor por evaporación Barton funciona de una forma similar aunque el vacío parcial se crea enfriando la cámara con agua pulverizada y no se utiliza llama.

### Videos de motores de modelismo
- Animación de ciclo
- Cochecito con motor tragallamas
- Motor estático
- Working of a Vacuum Engine en YouTube.

- Datos: Q1361438
- Multimedia: Vacuum engine / Q1361438